# Dominik Wydra
Dominik Wydra (Vienna, 12 marzo 1994) è un calciatore austriaco, centrocampista del Parndorf.

## Carriera

### Nazionale
Ha giocato nelle nazionali giovanili austriache, dall'under-16 all'under-21.
Nel 2017 è stato convocato in nazionale maggiore per le qualificazioni al campionato mondiale del 2018, senza tuttavia scendere in campo.

## Palmarès

### Club

#### Competizioni nazionali
- Coppa di Polonia: 1

Raków Częstochowa: 2021-2022